# Montgras
Montgras är en kommun i departementet Haute-Garonne i regionen Occitanien i södra Frankrike. Kommunen ligger i kantonen Rieumes som tillhör arrondissementet Muret. År 2022 hade Montgras 115 invånare.

## Befolkningsutveckling
Antalet invånare i kommunen Montgras
Referens:INSEE